# Coal Black and de Sebben Dwarfs
Coal Black and de Sebben Dwarfs (también conocida como So White and de Sebben Dwarfs) es un cortometraje animado de Merrie Melodies dirigido por Bob Clampett, producido por Leon Schlesinger Productions, y estrenado el 16 de enero de 1943 por Warner Bros. Pictures y The Vitaphone Corporation.
La historia es una parodia del cuento de los hermanos Grimm Blancanieves, el cual fue popularizado por la película de Disney Blancanieves y los siete enanitos. La particularidad del cortometraje es que todos sus personajes están basados en la imagen racista que existía en Estados Unidos hacia los afroamericanos. Es uno de los dibujos animados más controvertidos de Warner Bros., incluido en la lista The Censored Eleven, y debido a esto ha sido emitido pocas veces por televisión, y nunca ha sido vendido oficialmente en otro formato.

## Argumento
En este cortometraje, todos los personajes son afroamericanos y todo el diálogo está escrito en rima.
Al comienzo del cortometraje una niña afrodescendiente le pide a su madre que le cuente la historia de "So White an' de Sebben Dwarfs". La mujer comienza a relatar:
"Bueno, había una vez una malvada reina. Ella vivía en un maravilloso castillo ¡Y era increíblemente rica! ¡Era tan mala como rica! Ella tenía todo".
La reina aparece en pantalla, en su castillo tiene varios elementos que sirvieron como víveres durante la Segunda Guerra Mundial: caucho, azúcar, ginebra (de marca "Eli Whitney's Cotton Gin") entre otros. Tras comer algunos dulces, le pide a su espejo mágico que le envíe un príncipe, pero cuando el príncipe Chawmin llega en su automóvil, dice "¡esa malvada reina es un susto/pero su chica So White es dinamita!" ("that mean ol' queen sho' is a fright/but her gal So White is dyn-a-mite!"). Tras ver a So White lavando ropa, el príncipe toma su mano y comienzan a bailar. La reina ve esto y llama a "Murder, Incorporated" ("Asesinamos a cualquiera por US$1.00; Enanos: a mitad de precio; japoneses: gratis") para que asesinen a So White.
Los asesinos secuestran a la joven, pero la dejan libre en el bosque. Antes de marcharse, los asesinos tienen sus caras cubiertas de lápiz labial, evidenciando la forma en que So White obtuvo su libertad. Internándose en el bosque, So White conoce a los siete enanitos, los cuales están inscritos en el ejército y marchan al ritmo de "We're In The Army Now". Los enanos reclutan a So White como la cocinera del escuadrón, quien prepara huevos fritos y tocino.
Mientras tanto, la reina descubre que So White permanece con vida y llena una manzana con veneno. Disfrazada de vendedora, le entrega la manzana a la joven, quien la come y cae al suelo. Uno de los enanos se da cuenta de esto y avisa a los otros. El grupo de enanos dispara un cañón hacia la bruja, la bala se detiene frente a ella, se abre y aparece un enano que golpea a la reina con un mazo.
Aunque la reina fue derrotada, So White permanece inmóvil. Los enanos dicen que solo un verdadero beso podrá despertarla. Tras esto aparece el príncipe quien confiado le da un beso a la joven. Sin embargo, no ocurre nada, e intenta varias veces despertarla. Ninguno de sus besos pudo curarla, por lo que uno de los enanos intenta despertarla y lo logra.
El demacrado príncipe pregunta al enano la razón del poder de su beso, a lo que este responde "eso es un secreto militar". El enano besa nuevamente a So White y el cortometraje termina con la imagen de Merrie Melodies y la frase "Eso es todo amigos".

## Producción
En esta versión del cuento infantil, todos los personajes son afroamericanos, y todos sus diálogos son hablados en rima. La historia se desarrolla durante la Segunda Guerra Mundial en Estados Unidos, y la inocencia del cuento original es reemplazada por la mentalidad del jazz. Varias escenas de la película de Disney, como el bosque lleno de ojos espías, y el beso, están parodiadas en este cortometraje. El dibujo animado iba a ser titulado So White and de Sebben Dwarfs, pero el productor Leon Schlesinger pensó que era demasiado similar al de la versión de Disney y lo cambió por Coal Black and De Sebben Dwarfs.
Clampett quería que Coal Black fuera una parodia de Blancanieves y una dedicación a todos los musicales de jazz populares en los años 40 (por ejemplo Cabin in the Sky, Stormy Weather, etc.). De hecho, la idea de producir Coal Black surgió cuando Clampett vio el musical de Duke Ellington Jump for Joy en 1941, Ellington y el reparto sugirieron a Clampett hacer un dibujo animado musical con personajes afroamericanos. Clampett y sus diseñadores fueron a Club Alabam, en Los Ángeles, para poder estudiar la música y bailes, y Clampett contrató a varios actores de radio para hacer la voz de los personajes principales. La protagonista, So White (traducido como Tan Blanca), es interpretada por Vivian Dandridge, hermana de Dorothy. Su madre, Ruby Dandridge, hace la voz de la reina. Zoot Watson es la voz de "Prince Chawmin'". Los otros personajes, incluyendo los enanos, son interpretados por Mel Blanc.
Originalmente, Clampett quería que la música fuera compuesta por una banda de afroamericanos, de la misma manera en que Max y Dave Fleischer utilizaron a Cab Calloway y su orquesta para crear la música de los dibujos animados de Betty Boop Minnie the Moocher, The Old Man of the Mountain, y su propia versión de Blancanieves. Sin embargo, Schlesinger se rehusó, y la banda que había contratado Clampett, Eddie Beals y su orquesta, solo grabó la música del beso final. El resto de la música fue compuesta por Carl W. Stalling.

## Controversia
Coal Black and de Sebben Dwarfs es conocido por ser uno de los "Censored Eleven": once dibujos animados de Schlesinger/Warner Bros. basados en un humor racista y estereotipos. Muchos de los cortometrajes censurados contenían crudas caricaturas de gente afrodescendiente.
Coal Black presentaba varios elementos ya mencionados, los cuales fueron acomodados al estilo de Clampett. El príncipe, basado en Cab Calloway, es representado como un hombre afroamericano delgado, vestido con un traje zoot suit y cabello alisado, con un monóculo, y dientes de oro (con dados reemplazando a sus dos dientes delanteros). Él y los enanos son dibujados con ojos grandes, narices pequeñas, y labios grandes, basados más en la apariencia de un disfraz que un verdadero afroamericano. La reina es representada como una mujer con sobrepeso, y enormes labios cubiertos por lápiz labial.
Solo So White escapa del aspecto caricaturesco de los demás personajes, aunque es estereotipada de otra manera. Está diseñada como una joven atractiva con una figura voluptuosa que viste unos diminutos shorts y una blusa reveladora. Esta imagen de So White recuerda al cortometraje de Walter Lantz Scrub Me Mama with a Boogie Beat (1941), donde una afrodescendiente es representada atractiva mientras que los demás personajes son caricaturas. En ambos casos, la apariencia del personaje juega un papel importante dentro de la trama. En Coal Black, So White es el objeto de deseo de todo personaje masculino en el cortometraje. Incluso, en el cortometraje para escapar de una muerte segura tuvo que besar a cada miembro de Murder Inc. Esto es un ejemplo del estereotipo que se tenía sobre las mujeres afroamericanas, imaginadas como mujeres exóticas, estereotipo que reflejan también los personajes interpretados por Dorothy Dandridge y Lena Horne en las películas de la época.
Clampett trabajaría nuevamente con la cultura del jazz en el dibujo animado de 1943 Tin Pan Alley Cats, que muestra una caricatura felina de Fats Waller en una representación del mundo de Porky in Wackyland (durante el inicio del cortometraje, el gato es distraído por lo que parece ser una versión felina de So White). El colega de Clampett, Friz Freleng dirigió un cortometraje titulado Goldilocks and the Jivin' Bears en 1944, esencialmente una nueva versión de Coal Black con otro cuento de hadas, y el director Chuck Jones dirigió una serie de cortometrajes protagonizados por un niño africano llamado Inki entre 1939 y 1950.

## Coal Blacken años posteriores
Los estereotipos racistas presentes en Coal Black y otros cortometrajes del "Censored Eleven" produjeron su no emisión en televisión. En 1968, United Artists, que posteriormente fue dueño de los cortometraje de Warner previos a 1948, prohibieron la circulación de estos dibujos animados, y desde entonces no han sido emitidos ni vendidos de manera oficial.
Sin embargo, Coal Black and De Sebben Dwarfs es muchas veces utilizado como ejemplo en clases de animación y dibujo, y ha sido incluido en numerosas listas de los mejores dibujos animados. Muchos textos de estudiosos sobre el tema de la animación, en particular Hollywood Cartoons: American Animation in Its Golden Age de Michael Barrier, consideran a Coal Black como la indiscutida obra maestra de Clampett. Una lista, en la cual se basó el libro de Jerry Beck 50 Greatest Cartoons (1994), posicionó a Coal Black en el número veintiuno, basándose en los votos de aproximadamente 1000 profesionales de la industria de la animación.

## Créditos

### Equipo
- Producido por Leon Schlesinger.
- Dirigido por Robert Clampett.
- Historia y guiones gráficos por Warren Foster.
- Animación por Rod Scribner, Robert McKimson, Tom McKimson y Manuel Gold.
  - (nota: solo Scribner apareció en los créditos, ya que para ahorrar dinero en estos, solo se incluía un animador por cortometraje).
- Diseño de personajes por Gene Hazelton.
- Fondos por Michael Sasanoff.
- Música por Carl W. Stalling
  - Música adicional por Eddie Beale y su orquesta.

### Reparto
- Ruby Dandridge como la reina y mujer al principio del cortometraje.
- Vivian Dandridge como So White.
- Zoot Watson como el príncipe Chawmin'.
- Mel Blanc como los siete enanitos y otros personajes.